# Alex Burghart
Michael Alex Burghart (né le 7 septembre 1977) est un homme politique britannique qui est député de Brentwood et Ongar depuis juin 2017. 
Il est Secrétaire parlementaire privé du Premier ministre Boris Johnson en juillet 2019. Il est auparavant professeur d'université et conseiller spécial de Theresa May. 

## Jeunesse
Fils de deux professeurs des écoles publiques, Michael Alex Burghart est né dans le Dorset en 1977,. Une bourse lui permet d'être scolarisé au lycée Millfield (en), dans le Somerset. Il entre ensuite au Christ Church College de l'université d'Oxford pour étudier l'histoire. Il décroche son doctorat en 2007 avec une thèse intitulée The Mercian polity, 716–918.

## Carrière
Après l'université, Burghart enseigne l'histoire à la Warwick School avant de devenir professeur d'histoire au King's College de Londres. En 2005, il travaille comme chercheur sur un projet du King's College visant à utiliser l'informatique pour cataloguer et analyser le corpus des chartes anglo-saxonnes. 
Il devient conseiller politique du député Tim Loughton, alors ministre fantôme de l'Enfance et des Jeunes en 2008. Il passe ensuite au Département de l'éducation, où il travaille sur la Munro Review of Child Protection. 
Il travaille pour Barnardo's en tant que conseiller politique et parlementaire. En 2012, il devient directeur des politiques du Center for Social Justice. 
En février 2016, il est nommé directeur de la stratégie et du plaidoyer pour le commissaire aux enfants pour l'Angleterre, Anne Longfield. Plus tard cette année-là, il devient membre de l'équipe politique de la Première ministre Theresa May. 
Il se présente contre Jeremy Corbyn à Islington North en 2015. Il déclare à l'Islington Gazette que, s'il était élu, la première chose qu'il ferait serait « Danser une gigue (et essayer de ressusciter Jeremy Corbyn) ». Bien qu'il n'ait pas été élu, Burghart augmente la part du vote des conservateurs de 14,2% à 17,2%. 
Il est sélectionné pour le siège de Brentwood et Ongar le 28 avril 2017 à la suite de la décision d'Eric Pickles de se retirer lors des élections générales de 2017. Il est réélu le 12 décembre 2019 avec une majorité accrue de 29 065 voix. 
Il est membre du Comité mixte des droits de l'homme et du Comité spécial du travail et des pensions. Il préside l'APPG sur les expériences de l'enfance défavorable et a été nommé PPS au Premier ministre Boris Johnson en juillet 2019. Il est auparavant PPS auprès du procureur général et de l'ancienne Secrétaire d'État pour l'Irlande du Nord, Karen Bradley. 
Il est l'auteur de « Un meilleur départ dans la vie : approches à long terme pour les enfants les plus vulnérables », publié par Policy Exchange en 2013. Burghart a beaucoup écrit sur le début de l'Angleterre médiévale, écrivant pour The Times Literary Supplement depuis plus de 12 ans, The Spectator et BBC History .

## Vie privée
Alex déménage dans la circonscription en mai 2017. Lui et sa famille vivent maintenant près d'Ongar. Il est marié à Hermione Eyre, la fille de Reginald Eyre, ancien député conservateur de Birmingham Hall Green, et a deux enfants. 
Il siège au conseil d'administration du Yarlington Housing Group et est vice-président des gouverneurs de l'école Queensmill pour les enfants autistes. 